# Narvalina
Narvalina es un género de plantas fanerógamas perteneciente a la familia de las asteráceas. Comprende 8 especies descritas y  solo 1 aceptada y 2 en disputa.

## Taxonomía
El género fue descrito por Alexandre Henri Gabriel de Cassini y publicado en Dictionnaire des Sciences Naturelles [Second edition] 38: 17. 1825. La especie tipo es: Narvalina domingensis (Cass.) Less.	

## Especies
- Narvalina corazonensis Hieron. ex Sodiro
- Narvalina domingensis (Cass.) Less.
- Narvalina fruticosa Urb. ex O.E.Schulz